# Josée Lejeune
Pour les articles homonymes, voir Lejeune.
Josée A.C. Lejeune, née le 24 avril 1959 à Liège est une femme politique belge wallonne, membre du MR.
Elle est graduée en secrétariat de direction.
Chevalier de l'Ordre de Léopold.

## Fonctions politiques
- Ancienne conseillère provinciale province de Liège.
- Ancienne échevine de Fléron.
- Conseillère communale de Fléron.
- Députée fédérale :
  - du 13 juin 1999 au 18 mai 2003,
  - du 14 juillet 2003 au 10 juin 2007,
  - depuis le 21 décembre 2007.